# 11314 Шарко
11314 Шарко (11314 Charcot) — астероїд головного поясу, відкритий 8 липня 1994 року.
Тіссеранів параметр щодо Юпітера — 3,197.